# Xian de Shimian
Le xian de Shimian (石棉县 ; pinyin : Shímián Xiàn) est un district administratif de la province du Sichuan en Chine. Il est placé sous la juridiction de la ville-préfecture de Ya'an.

## Démographie
La population du district était de 115 875 habitants en 1999.